# Ucon
Ucon – miasto w Stanach Zjednoczonych, w stanie Idaho, w hrabstwie Bonneville.